# Александър II Македонски
Вижте пояснителната страница за други личности с името Александър II.
Александър II (на старогръцки: Ἀλέξανδρος Β΄.) е от 370 до 368 пр. Хр. цар на Древна Македония от династията Аргеади.

## Живот
Той е най-възрастният син на цар Аминта III и Евридика. Брат е на Пердика III и Филип II, бащата на Александър Велики.
Александър II побеждава с помощта на атинския военачалник Ификрат, нападналия го от изток претендент Павзаний и инвазията на илирийците от северозапад. Ификрат превзема за него обратно Амфиполис.
Той се включва в тесалйската гражданска война по молба на тесалийската фамилия Алевади (Άλευάδαι Aleuádai). Настанява обаче македонска войска в Лариса и в други градове, което му донася вражеско отношение от Тива и
тиванският военачалник Пелопид изгонва македонците от Тесалия. Александър II трябвало да даде заложници, между тях и брат му Филип. При този македонски владетел Древна Македония се замесва във вътрешните дела на Елада, като брат му Филип II присъединява Тесалия към Древна Македония, след което се стига и до коринтски съюз.
Александър II е убит по време на банкет по нареждане на зет му Птолемей I Алорит, който става след това регент на следващия цар, брат му Пердика III.